# Gorączka złota nad rzeką Fraser
Gorączka złota nad rzeką Fraser – gorączka złota, która wybuchła w Kolumbii Brytyjskiej nad rzeką Fraser w 1858.
Wcześniej o istnieniu złota w regionie wiedzieli tamtejsi Indianie, jednakże nie przywiązywali do kruszcu większej wagi, ponieważ nie byli świadomi jego wartości. W każdym razie nie poszukiwano go docelowo. Sytuacja zmieniła się na początku lat 50., kiedy to zaczęto znosić połyskujące kamyki do Fortu Kamloops (dzisiaj miasto Kamloops), w którym biali handlarze chętnie je skupowali. Tamtejsza ludność tubylcza szybko zorientowała się, że złoto jest wartościowe dla kupców z Europy. Wkrótce potem większe grupy Indian zaczęły zajmować się poszukiwaniami. Ponadto handlarze dostarczali im niezbędnych narzędzi. Wieści o tym zaczęły się rozprzestrzeniać w coraz odleglejsze strony.
Zaistniała sytuacja była nie na rękę Kompanii Zatoki Hudsona, która sprawowała jurysdykcję nad danym terytorium. Starano się za wszelką cenę zachować informacje w tajemnicy. Obawiano się, że ujawnione wieści spowodują nagły napływ ludności, co w rezultacie niekorzystnie wpłynie na stabilność prowadzonego handlu futrami w regionie. Tak też później się stało.
Wraz z wydarzeniem, kiedy to statek parowy Otter z polecenia sprawującej władzę kompanii handlowej, dostarczył próbkę kruszcu do mennicy w San Francisco, wiadomość o pokładach złota szybko rozniosła się po świecie, ściągając do niemal bezludnej kolonii ponad 30 tysięcy poszukiwaczy. Największą grupę stanowili Amerykanie z USA, lecz była wśród nich także duża grupa Brytyjczyków, Kanadyjczyków i Chińczyków. W praktyce przybywali tam wszyscy weterani gorączki złota panującej o parę lat wcześniej w Kalifornii i zmierzającej właśnie ku końcowi. Wśród napływających było wielu kalifornijskich uciekinierów i kryminalistów.
Nagły napływ takiej ilości bardzo niestabilnego elementu ludzkiego stworzył duże trudności administracyjne i problemy z utrzymaniem porządku. Zmusiło to Brytyjczyków do utworzenia nowej kolonii, oddzielnej od istniejącej już kolonii Wyspy Vancouver. Pierwszym gubernatorem nowo powstałej kolonii został James Douglas. Dzięki swojemu doświadczeniu i charyzmatycznej osobowości zdołał on zapanować nad ludzkim żywiołem w czasie gorączki złota.
Bezpośrednim następstwem Gorączki Złota nad Rzeką Frasera były inne mniejsze gorączki złota, mające miejsce w regionie. Jednocześnie stanowiły one kontynuację biegu wydarzeń, w tym równie istotna Gorączka Złota w regionie Cariboo.
Olbrzymie dochody, jakie zaczęły napływać do kolonialnego skarbu, spowodowały krótkotrwałą dobrą koniunkturę obu kolonii. Wygaśniecie gorączki złota z lat 60. rozpoczęło długotrwałą recesję gospodarczą w Kolumbii Brytyjskiej.